# Herman Rarebell
Herman Rarebell   (Saarbrücken, 18 de novembre de 1948), conegut com el The German, L'Alemany en català, és un bateria alemany, popular per ser part del grup de heavy metal Scorpions.

## Carrera
Rarebell va ser un important compositor en la història del grup, escrivint clàssics com Another Piece of Meat, Falling in Love, Passion Rules The Game, Rock You Like a Hurricane, Make It Real, Dynamite, Blackout, Arizona, Bad Boys Running Wild, Don't Stop At the Top, Tease Me Please Me, entre d'altres.
El 1982 va llançar el seu primer disc en solitari: Nip In The Bud.
El 3 d'agost de 2006, s'uneix novament a Scorpions en el festival Wacken, com a convidat especial, al costat dels guitarristes Uli Jon Roth i Michael Schenker.
El 2007 Rarebell llança un nou disc en solitari, anomenat I'm Back.

## Discografia amb Scorpions
- Taken by Force (1977)
- Tokyo Tapes (1978, en directe)
- Lovedrive (1979)
- Animal Magnetism (1980)
- Blackout (1982)
- Love at First Sting (1984)
- World Wide Live (1985, en directe)
- Savage Amusement (1988)
- Crazy World (1990)
- Face the Heat (1993)
- Live Bites (1995, en directe)